# دارک فیونرال
دارک فیونرال (به انگلیسی: Dark Funeral) یک گروه بلک متال سوئدی است که در سال ۱۹۹۳ توسط بلک‌مون و لرد اهریمن بنیان گذاشته شد. آن‌ها جزو گروه‌های موج دوم بلک متال سوئد به‌شمار می‌آیند.
متن ترانه‌های دارک فیونرال-مانند بیشتر گروه‌های اولیهٔ بلک متال-تاکید زیادی بر تم‌های شیطانی و ضد مسیحی دارد. بعضی از اعضای پیشین و کنونی دارک فیونرال از جمله بلک‌مون، اهریمن و کالیگولا وابستگی‌شان به شیطان‌پرستی را اعلام کرده‌اند و از میان آن‌ها اهریمن و کالیگولا پیرو مکتب لاویایی هستند. متن اشعار دارک فیونرال در سال‌های آغازین فعالیت‌شان بیشتر دربارهٔ مضامینی مانند جهنم و شیطان بود اما پس از پیوستن کالیگولا به گروه، بیشتر به سمت توهین و نفی باورهای مذهبی مسیحیان گرایش پیدا کرد.
آن‌ها تا به‌امروز شش آلبوم استودیویی منتشر کرده‌اند که آخرین‌شان با عنوان وقتی سایه‌ها حکومت می‌کنند در سال ۲۰۱۶ روانهٔ بازار شد.

## آلبوم‌های اجرای زنده
| نام آلبوم                            | معنی نام | سال انتشار |
| ------------------------------------ | -------- | ---------- |
| ۱. De Profundis Clamavi Ad Te Domine |          | ۲۰۰۴       |

## آلبوم‌های ای‌پی
| نام آلبوم                          | معنی نام                             | سال انتشار |
| ---------------------------------- | ------------------------------------ | ---------- |
| ۱. Dark Funeral                    | مراسم تشییع جنازهٔ ظلمانی             | ۱۹۹۴       |
| ۲. Teach Children to Worship Satan | به کودکان یاد بدهید شیطان را بپرستند | ۲۰۰۰       |
| ۳. In the Sign…                    | داخل نشانه...                        | ۲۰۰۰       |